# Algoritmos para la resolución de sudokus

Un sudoku típico

Un Sudoku estándar contiene 81 celdas, dispuestas en una trama de 9×9, que está subdividida en nueve cajas. Cada caja está determinada por la intersección de tres filas con tres columnas. Cada celda puede contener un número del uno al nueve y cada número solo puede aparecer una vez en cada fila, cada columna o cada caja. Un sudoku comienza con algunas celdas ya completas, conteniendo números (pistas), y el objetivo es rellenar las celdas restantes. Los sudokus bien planteados tienen una única solución. Los jugadores e investigadores pueden utilizar una amplia gama de algoritmos de ordenador para resolver sudokus, estudiar sus propiedades y hacer rompecabezas nuevos, incluyendo sudokus con simetrías interesantes y otras propiedades.
Hay varios algoritmos de ordenador que solucionan la mayoría de los sudokus 9×9 (n=9) en fracciones de segundo, pero cuando n aumenta ocurre una explosión combinatoria, creando límites a las propiedades de los sudokus que se pueden construir, analizar y resolver.